# Graveland (gruppo musicale)
I Graveland sono un gruppo black metal polacco, fondato nel 1992 da Robert Fudali detto Rob Darken.

## Storia
Darken, che fondò i Graveland come side project solista, fu ispirato dal black metal della prima era come i Bathory e i primi lavori di Burzum. A partire dall'album Thousand Swords, il gruppo ha intrapreso una strada maggiormente folk; come risultato, gli ultimi lavori dei Graveland sono stati a volte etichettati come viking metal o pagan metal.
I Graveland sono anche stati associati al NSBM, movimento dal quale Rob Darken sembra non voler essere associato (anche se non ha mai fatto dichiarazioni esplicite al riguardo); ad ogni modo, a riprova delle idee razziali di Darken (abbastanza evidenti già nei testi delle canzoni) c'era un link diretto al sito di estrema destra Fourteen Words sulla pagina web ufficiale della band.
Il 30 aprile 2004 Karcharoth, l'ex-bassista della band, muore suicida.

## Formazione

### Formazione attuale
- Rob Darken - voce, tutti gli strumenti

### Ex componenti
- "Capricornus" (Maciej Dąbrowski) - batteria (1992 - 1999)
- "Karcharoth" (Grzegorz Jurgielewicz) - basso (1992 - 1995)

## Discografia

### Album in studio
- 1994 - Carpathian Wolves
- 1995 - Thousand Swords
- 1997 - Following the Voice of Blood
- 1998 - Immortal Pride
- 2000 - Creed of Iron
- 2001 - Prawo Stali
- 2002 - Memory and Destiny
- 2003 - The Fire of Awakening
- 2004 - Dawn of Iron Blades
- 2005 - Fire Chariot of Destruction
- 2007 - Will Stronger than Death
- 2009 - Spears of Heaven
- 2012 - Pamięć i przeznaczenie
- 2013 - Thunderbolts of the Gods
- 2014 - Ogień przebudzenia
- 2016 - 1050 Years of Pagan Cult
- 2017 - The Fire of Awakening
- 2018 - Dawn of Iron Blades
- 2021 - Hour of Ragnarok

### Demo
- 1992 - Necromanteion
- 1992 - Promo June '92
- 1992 - Drunemeton
- 1993 - Epilogue
- 1993 - In The Glare of Burning Churches
- 1993 - The Celtic Winter
- 1997 - Following the Voice of Blood
- 2014 - Resharpening Thousand Swords
- 2016 - Carpathian Wolves - Rehearsal 1993

### Split
- 2000 - Raiders of Revenge (con gli Honor)
- 2007 - Easter Hammer
- 2012 - Ogień wilczych serc

### EP
- 1994 - The Celtic Winter
- 1999 - Impaler's Wolves
- 2001 - Raise Your Sword!
- 2002 - Blood of Heroes
- 2008 - Wotan Mit Mir
- 2010 - Cold Winter Blades
- 2010 - Tribute to the King of Aquilonia

### Raccolte
- 1996 - In the Glare of Burning Churches
- 1996 - The Celtic Winter
- 1999 - Epilogue / In the Glare of Burning Churches
- 2001 - Epilogue / Impaler's Wolves